# Grotta di Nostra Signora d'Arigbo

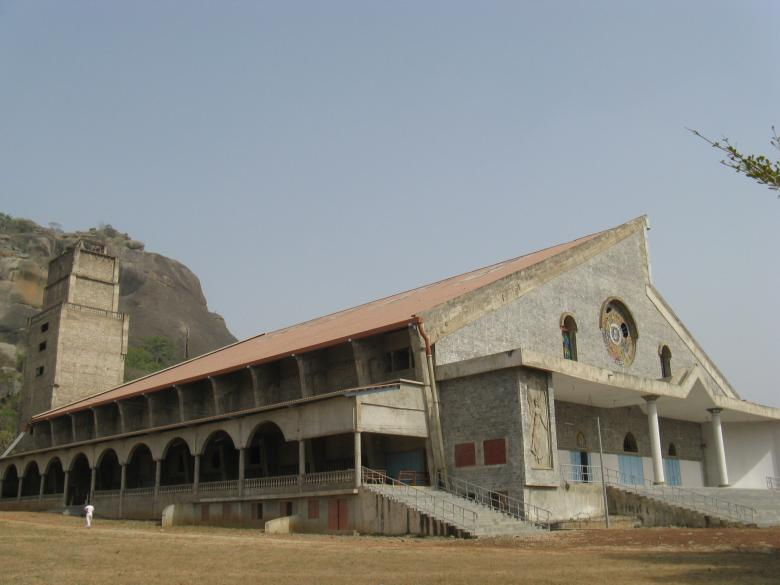
La basilica di Nostra Signora d'Arigbo, costruita davanti alla grotta.

La grotta di Nostra Signora d'Arigbo è un luogo di pellegrinaggio cattolico situato a Dassa-Zoumè, in Benin. I pellegrinaggi ufficiali sono iniziati nel 1954, anno mariano, sotto l'impulso del vescovo Louis Parisot.

## Fondazione
L'11 febbraio 1954, dopo la scoperta misteriosa d'una statua della Madonna, Louis Parisot, vicario apostolico del Dahomey, benedisse solennemente la grotta naturale di Dassa alla presenza di circa 6000 fedeli. Allo stesso tempo, fece erigere sulla cima della montagna una grande croce luminosa e decise che questa nuova Grotta di Lourdes sarebbe stata la meta dei grandi pellegrinaggi mariani nel Paese africano. Stabilì così il pellegrinaggio di Dassa-Zoumè e fece di Arigbo un luogo di preghiera e di devozione mariana, con la collaborazione del padre Germain Boucheix, fratello di mons. Noël Boucheix.

## Pellegrinaggio

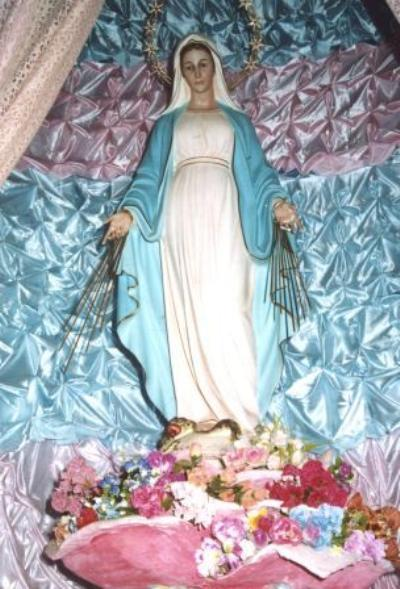
La statua di Nostra Signora d'Arigbo.

### I difficili esordi
Nonostante il numero crescente di pellegrini e sotto l’impulso di Lucien Monsi-Agboka, vescovo di Abomey, il comitato diocesano decise di creare il Comitato di gestione della Grotta di Arigbo di Dassa, incaricandolo dell’organizzazione dei pellegrinaggi e della sistemazione progressiva del santuario, in maniera da assicurare la sicurezza e l'accessibilità dei pellegrini. 
Il primo pellegrinaggio organizzato dal Comitato ebbe luogo il 22 e il 23 agosto 1981; riunì più di 10000 fedeli. Ma questo successo fu rattristato, la notte fra il 23 e il 24 agosto, a causa del vandalismo contro la statua dell'Immacolata Concezione, che si trovava sul luogo da 28 anni. Il 9 settembre 1983, un'altra statua fu asportata e gettata in una vasca lungo il santuario e in seguito una terza statua, sebbene fosse protetta da un vetro antifurto, fu ridotta in pezzi com'era successo alla statua originaria.

### Popolarità e diffusione
Ogni anno, nei giorni dell'Ascensione e dell'Assunta, decine di migliaia di fedeli si riuniscono in questo luogo. I pellegrini provengono soprattutto dal Benin, dal Togo, dal Niger e dal Burkina Faso. 
Dopo la sua elezione a presidente della repubblica, Thomas Boni Yayi è stato regolarmente presente ai pellegrinaggi. Nel 2014, in occasione del 60° pellegrinaggio mariano, ha onorato in modo speciale la Chiesa cattolica per il suo contributo al radicamento della pace e al dialogo interreligioso in Africa e nel mondo.